# Realitate

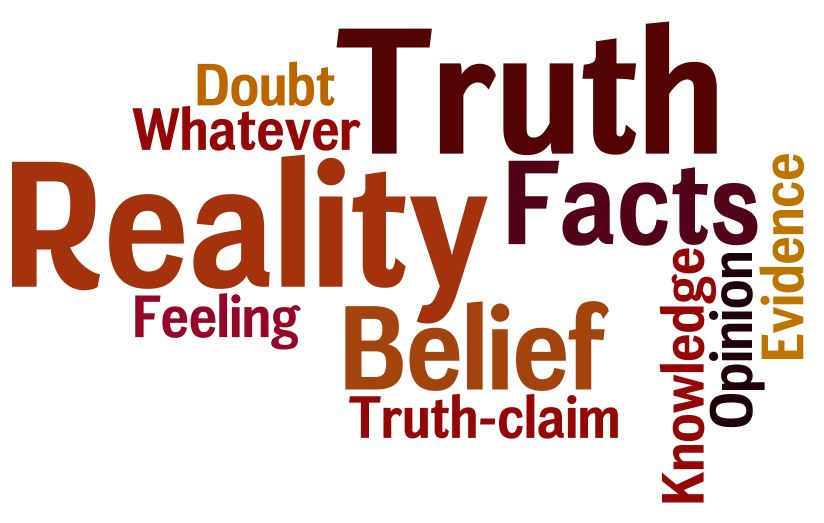

Realitatea este suma sau totalul a tot ceea ce este real sau existent în cadrul unui sistem, spre deosebire de cel care este doar imaginar. Termenul este folosit și pentru a face referire la starea ontologică a lucrurilor, indicând existența acestora. În termeni fizici, realitatea este totalitatea unui sistem, cunoscut și necunoscut. Întrebările filosofice despre natura realității sau existenței sau a ființei sunt considerate aparținând ontologiei, care este o ramură majoră a metafizicii în tradiția filosofică occidentală. Întrebările ontologice apar, de asemenea, în diverse ramuri ale filosofiei, inclusiv filosofia științei, filosofia religiei, filosofia matematicii și logica filosofică. Acestea includ întrebări despre dacă doar obiectele fizice sunt reale (adică fizicalismul), dacă realitatea este fundamental imaterială (de exemplu, idealismul), dacă există entități ipotetice neobservabile postate de teoriile științifice, dacă există Dumnezeu, dacă există numere și alte obiecte abstracte și dacă există lumi posibile.

## Etimologie
Termenul realitate derivă dintr-un cuvânt creat în secolul  al XIII-lea de filosoful scolastic John Duns Scot: realitas. Construit din latinescul res, lucru, acest concept desemnează atât principiul cât și actualitatea unui anumit obiect. În tradiția scotistă, realitatea unei pietre include atât esența ei (ideea de piatră care identifică toate pietrele existente), cât și betonul (această piatră în particular).

## Filosofia occidentală
Filosofia abordează două aspecte diferite ale realității: natura realității însăși și relația dintre minte (precum și limbă și cultură) și realitate.
Sarcina ontologiei, disciplina filosofică care se ocupă de ceea ce există, este de a descrie  cele mai generale categorii de realitate și modul în care acestea sunt interdependente. Unii filosofi fac o distincție între realitate și existență. De fapt, mulți filosofi analitici au tendința de a evita astăzi termenul „real” și „realitate” în discutarea problemelor ontologice. Dar, pentru cei care ar trata „este real” în același mod în care ei tratează „există”, una dintre întrebările de frunte ale filosofiei analitice a fost dacă existența (sau realitatea) este o proprietate a obiectelor. Filosofii analitici au susținut că nu este deloc o proprietate, deși această părere a pierdut teren în ultimele decenii.
Pe de altă parte, discuțiile filosofice despre „realitate” se referă adesea la modalitățile în care realitatea este sau nu este, într-un fel dependentă de factori mentali și culturali, cum ar fi percepții, credințe și alte stări mentale, precum și artefacte culturale, cum ar fi religii și mișcări politice, până la noțiunea vagă a unei viziuni culturale comune despre lume sau Weltanschauung.
Opinia că există o realitate independentă de orice credință, percepție etc., se numește realism. Mai precis, filosofii sunt invitați să vorbească despre „realismul despre” un anumit lucru, cum ar fi realismul despre universalii sau realismul despre lumea exterioar. În general, unde se poate identifica orice clasă de obiect, a cărui existență sau caracteristici esențiale nu se bazează pe percepții, convingeri, limbaj sau orice alt artifact uman, se poate vorbi despre „realismul” acelui obiect.